# 戴维·海默里
戴维·海默里（英語：David Hemery，1944年7月18日—），英国男子田径运动员。他曾代表英国参加1968年和1972年夏季奥林匹克运动会田径比赛，共收获一枚金牌、一枚银牌和一枚铜牌。